# Tulameen River
Der Tulameen River ist ein etwa 76 km langer linker Nebenfluss des Similkameen River in der kanadischen Provinz British Columbia. Der Tulameen River ist Teil des Einzugsgebietes des Columbia River, indem er als Nebenfluss des Similkameen River mit diesem in den Okanagan River fließt, welcher seinerseits in den Columbia River mündet.

## Verlauf
Der Tulameen River entspringt im Manning Provincial Park in den Nördlichen Kaskaden, einem Teil der Kaskadenkette. Seinen Ursprung bildet der ca. 1650 m hoch gelegene kleine Bergsee Punch Bowl an der Nordwestflanke des Snass Mountain. Der Tulameen River fließt anfangs nordwärts, später ostwärts, passiert Tulameen, bevor er bei Princeton in den Similkameen River mündet. Dies ist weltweit der einzige Ort, wo Gold und Platin gemeinsam gefunden wurden; alle Vorkommen wurden jedoch schon ausgebeutet.

## Hydrologie
Der Tulameen River entwässert ein Areal von 1780 km². Der mittlere Abfluss beträgt 21,8 m³/s. In den Monaten Mai und Juni, während der Schneeschmelze, führt der Fluss die größten Wassermengen.

## Natur
Das Einzugsgebiet bietet einer Reihe verschiedener Tier- und Pflanzenarten Lebensraum. Zur Fauna gehören Säugetiere, Amphibien, Reptilien und Vögel. Zu den Amphibien gehört auch der Rauhäutige Gelbbauchmolch (Taricha granulosa), dessen Populationen in den North Cascades zu etwa 90 Prozent aus einer adulten perennibranchiaten Form bestehen.